# Кастел (род)
Кастел (на немски: Castell) е франкски благороднически род, който от 1202 до 1806 г. управлява графство Кастел във Франконския имперски окръг на Свещената Римска империя. По-късно те са титулар-князе. Двете главни линии притежават до днес фамилните имоти на бившите частични графства Кастел и Рюденхаузен в Долна Франкония.
Фамилията притежава най-старата частна банка в Бавария и най-старите немски лозя.
През 1202/1205 г. родът е издигнат на имперски графове.
Фамилията се разделя през 1803 г. на линиите Кастел-Кастел (протестантска линия) и Кастел-Рюденхаузен (протестантска и католичасека линия), от която през 1898 г. се отделя страничната линия Фабер-Кастел. През 1901 г. граф Волфганг цу Кастел-Кастел (1864 - 1933) е издигнат на баварски княз.